# 静岡県道251号袋井小笠線
静岡県道251号袋井小笠線（しずおかけんどう251ごう ふくろいおがさせん）は、静岡県袋井市、掛川市、菊川市を通る道路（県道）である。袋井市、掛川市側は小笠山の山間部を通る。

## 概要

### 路線データ
- 陸上距離：23.6km
- 起点：袋井市高尾町（静岡県道275号袋井停車場線交点）
- 終点：菊川市高橋（静岡県道37号掛川浜岡線交点）

## 通過する自治体
- 静岡県
  - 袋井市 - 掛川市 - 菊川市

## 主な接続路線
起点から順に
- 静岡県道275号袋井停車場線
- 静岡県道403号磐田掛川線
- 静岡県道409号大須賀掛川停車場線
- 静岡県道249号掛川大東大須賀線
- 静岡県道38号掛川大東線
- 静岡県道69号相良大須賀線
- 静岡県道247号中方千浜線

## 特徴
- 起点は袋井駅の近くである。軒下の区間は狭い。
- 沿線に法多山尊永寺がある。
- 小笠山の山間部の区間は狭路が続く。